# Stureplan
Stureplan er en plads i det indre Stockholm mellem Norrmalm og Östermalm. Pladsen forbinder de større gader Kungsgatan, Birger Jarlsgatan og Sturegatan. Bygningerne rundt om pladsen huser banker, andre finansielle institutioner såvel som virksomhedshovedsæder.
I Sverige er Stureplan blevet et velkendt symbol for eksklusivitet siden området gennemgik større istandsættelser i løbet af 1980'erne. Området rummer mange dyre, luksuriøse barer og restauranter og frekventeres ofte af unge kendisser, forretningsfolk og de yngre medlemmer af den svenske kongefamilie. 
Parken Humlegården med Kungliga biblioteket ligger tæt på Stureplan. 
59°20′10″N 18°04′22″Ø / 59.33611°N 18.07278°Ø